# Meigenia hortorum
Meigenia hortorum là một loài ruồi trong họ Tachinidae.